# Iris Knobloch
Pour les articles homonymes, voir Knobloch.
Iris Knobloch est une juriste allemande née le 13 février 1963 à Munich.
Elle préside le groupe Warner Bros France pendant quinze ans puis WarnerMedia France, Benelux, Allemagne, Autriche et Suisse à partir de 2020.
En mars 2022, elle est nommée présidente du festival de Cannes où elle succède à Pierre Lescure .

## Biographie
Iris Knobloch est la fille de la femme politique allemande Charlotte Knobloch. Elle étudie le droit à l'université Louis-et-Maximilien de Munich, où elle obtient un doctorat. Elle est également diplômée d'un Master of Laws de l'université de New York.
Elle commence sa carrière comme avocate chez Norr, Stiefenhofer & Lutz et O'Melveny & Myers à Munich, New York et Los Angeles.
En 2006, elle est nommée présidente de Warner Bros Entertainment en France.
En 2021, elle quitte Warner Bros pour fonder I2PO, une Special Purpose Acquisition Company (SPAC) dans le domaine du divertissement avec la famille Pinault et le banquier Matthieu Pigasse,.
En mars 2022, elle est nommée présidente du festival de Cannes où elle succède à Pierre Lescure en 2023, devenant ainsi la première femme à occuper le poste,.